# Cratere Curie (Marte)
Curie  è un cratere sulla superficie di Marte.
Il cratere è dedicato al fisico francese Pierre Curie.